# Массов, Ханс Вернер фон
Ханс Вернер фон Массов (нем. Hans-Werner von Massow; 13 мая 1912, Дрезден — 14 августа 1988, Гамбург) — немецкий шахматист и шахматный функционер. Экономист, историк, журналист.
Выпускник Дрезденского технического университета и Цюрихского университета.
Генеральный секретарь (1928—1935) и вице-президент (1935—1939) ИФШБ (предшественницы ИКЧФ); вице-президент (1957—1959) и президент (1960—1987) ИКЧФ. Инициатор девиза ИКЧФ «Amici Sumus» («Мы — друзья»). В 2016 году введён в зал славы ИКЧФ.
Редактор-издатель (с 1929) журнала «Ферншах» (нем. Fernschach). Основатель Гамбургского шахматного общества.
Был женат на Бертль фон Массов (1921—1983).

## Книги
- Massow H. W. von, Dr. Dyckhoff-Fernschach-Gedenkturnier 1954/56, В., 1958 (соавтор).